# Acaciacoccus hockingi
Acaciacoccus hockingi  (лат.) — вид мирмекофильных полужесткокрылых насекомых-кокцид рода Acaciacoccus из семейства мучнистые червецы (Pseudococcidae).

## Распространение
Восточная Африка: Танзания.

## Описание
Питаются соками акациевых растений, таких как Acacia drepanolobium в ассоциации с муравьями Crematogaster nigriceps (род Crematogaster).
Вид был впервые описан в 1994 году английским энтомологом Д. Уильямсом (Williams, D. J.; Department of Entomology, The Natural History Museum, Лондон, Великобритания) и Д. Матиле-Ферреро(Matile-Ferrero, D.). Acaciacoccus hockingi включён в состав рода Acaciacoccus Williams, Matile-Ferrero, 1994.